# Býchory
Býchory jsou obec v okrese Kolín, nachází se asi 8 km severovýchodně od Kolína.  Žije zde 683 obyvatel. Býchory jsou také název katastrálního území o rozloze 6,52 km². Severozápadně od vesnice leží samota Eleonorov.

## Historie
První písemná zmínka o vesnici pochází z roku 1352.
V obci Býchory (550 obyvatel) byly v roce 1932 evidovány tyto živnosti a obchody: holič, tři hostince, kolář, kovář, mlýn, dva obuvníci, pila, dva pokrývači, povoznictví, čtyři rolníci, řezník, dva obchody se smíšeným zbožím, trafika, dva velkostatky.

### Územněsprávní začlenění
Dějiny územněsprávního začleňování zahrnují období od roku 1850 do současnosti. V chronologickém přehledu je uvedena územně administrativní příslušnost obce v roce, kdy ke změně došlo:
- 1850 země česká, kraj Pardubice, politický i soudní okres Kolín[6]
- 1855 země česká, kraj Čáslav, soudní okres Kolín
- 1868 země česká, politický i soudní okres Kolín
- 1939 země česká, Oberlandrat Kolín, politický i soudní okres Kolín[7]
- 1942 země česká, Oberlandrat Praha, politický i soudní okres Kolín[8]
- 1945 země česká, správní i soudní okres Kolín[9]
- 1949 Pražský kraj, okres Kolín[10]
- 1960 Středočeský kraj, okres Kolín
- 2003 Středočeský kraj, obec s rozšířenou působností Kolín

## Doprava
Obcí prochází silnice III. třídy. Železniční trať ani stanice na území obce nejsou, i když tu jezdily výletní vlaky. V roce 2011 v obci měly zastávky příměstské autobusové linky Kolín – Konárovice – Polní Chrčice (v pracovních dnech dva spoje) a z Kolína do Žiželic (v pracovních dnech čtrnáct spojů, v sobotu jeden spoj, v neděli tři spoje). Dopravcem byla Okresní autobusová doprava Kolín.

## Pamětihodnosti
- Kostel svatého Bartoloměje
- Novogotický býchorský zámek  z roku 1865
- V místě zvaném V Louce zbytky tvrziště
- Na vrchu Homole lužické nebo slovanské hradiště
- Richterova vila z roku 1924[11]
- Pomník padlým[12]
- Vila Boomerang od architekta Jana Línka z roku 2001

## Osobnosti
Narodil se zde Rafael Jeroným Kubelík (29. června 1914 – 11. srpna 1996), dirigent, skladatel a houslista.

## Galerie

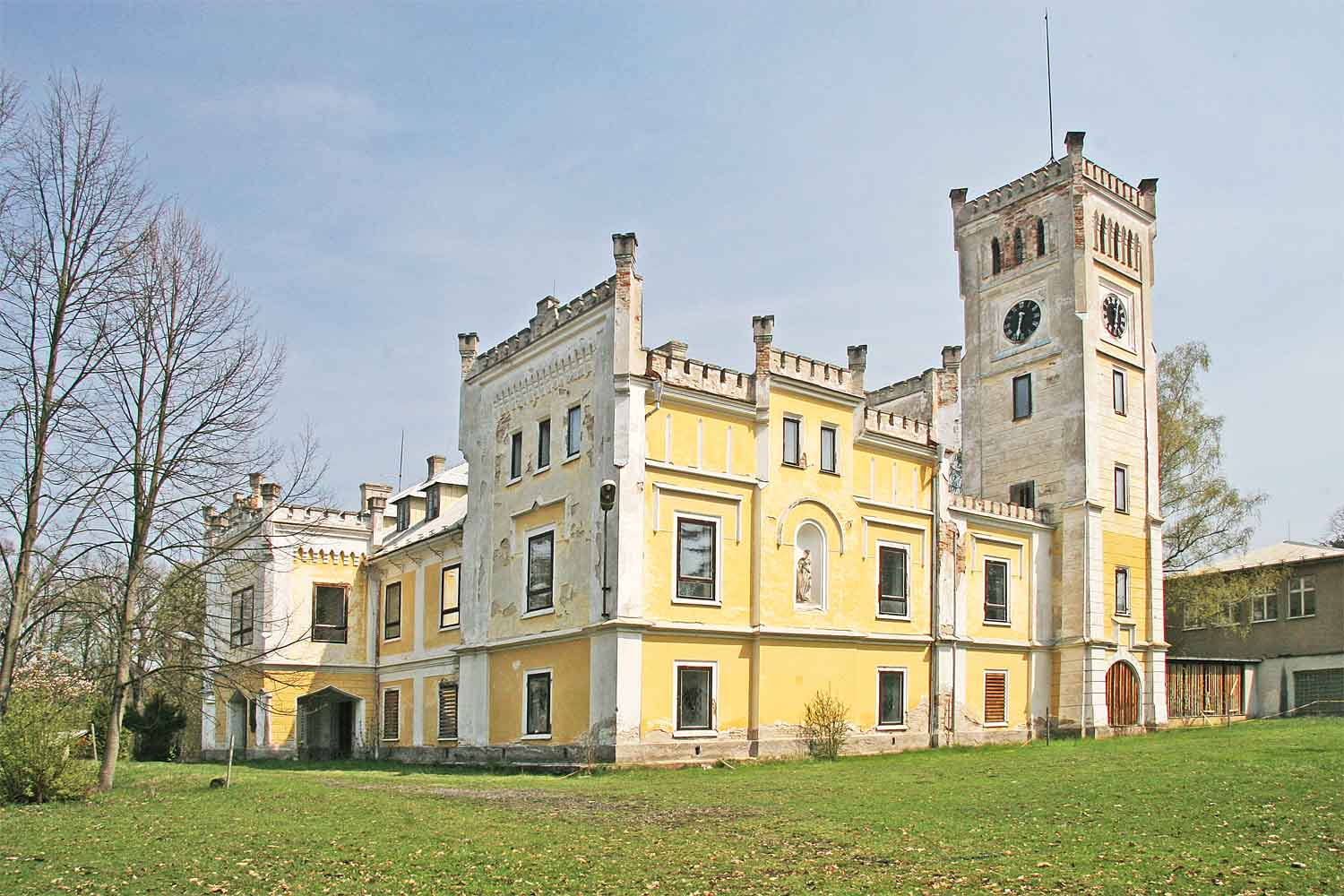
Zámeček
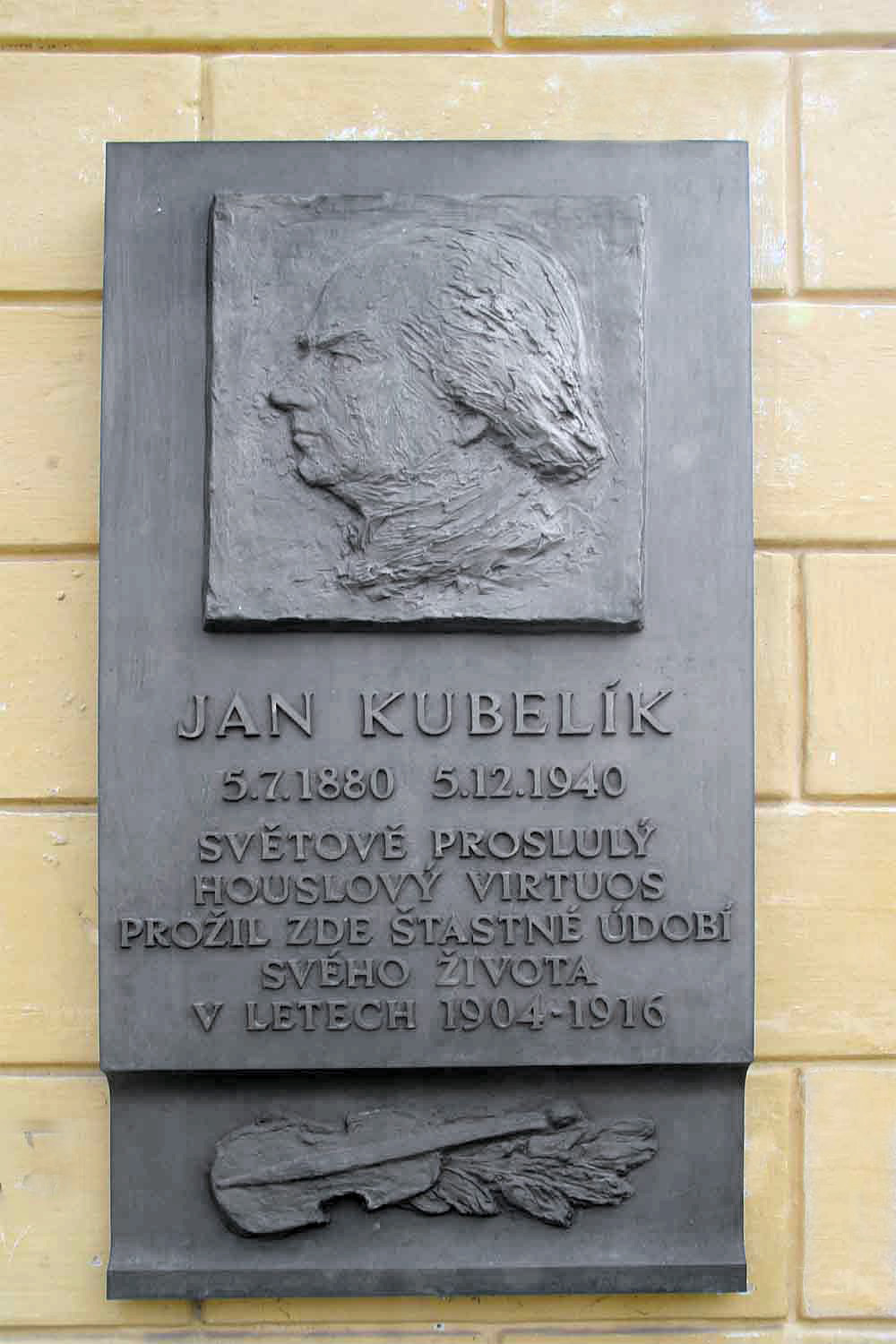
Pamětní deska houslisty Jana Kubelíka
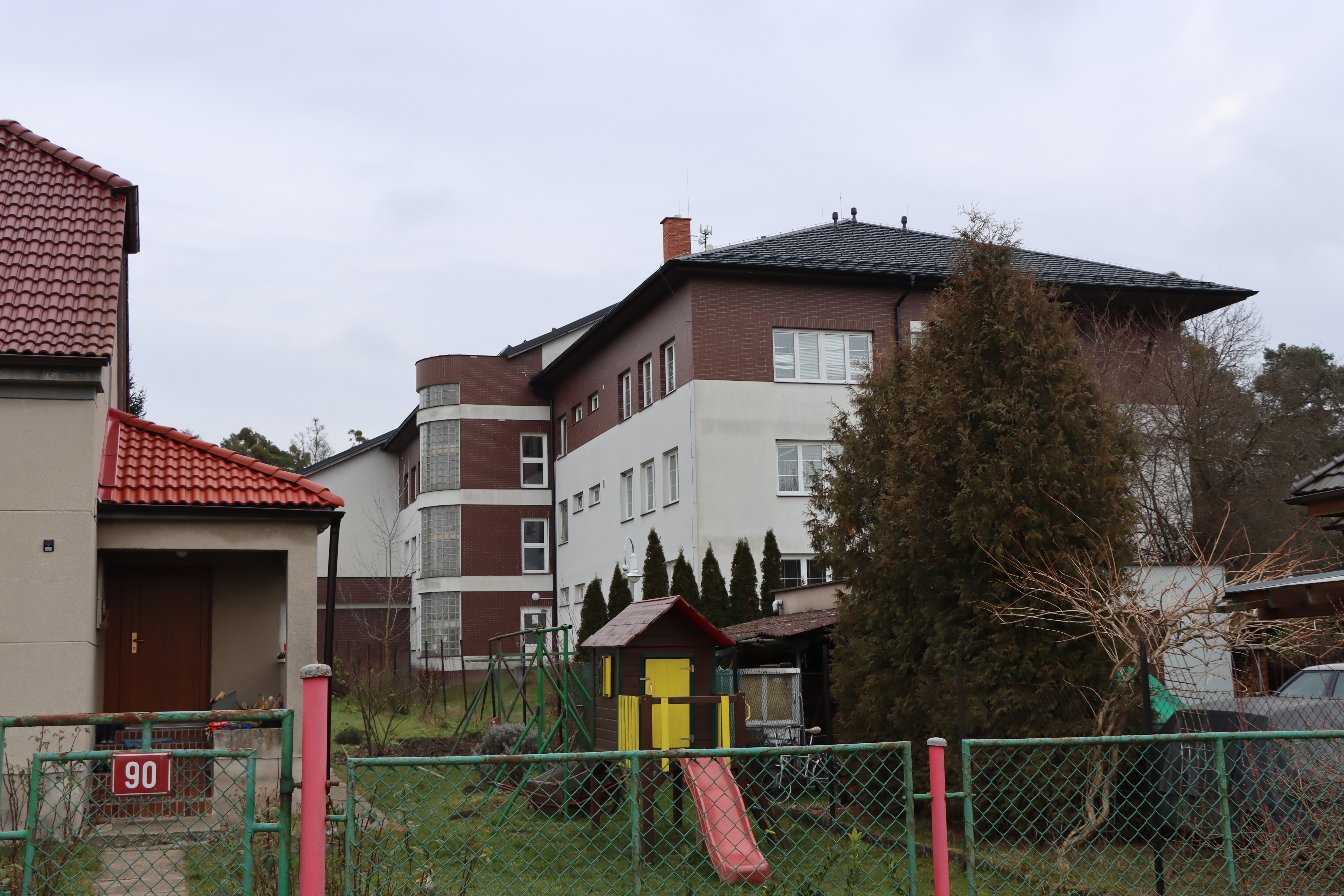
Dětský domov se školou
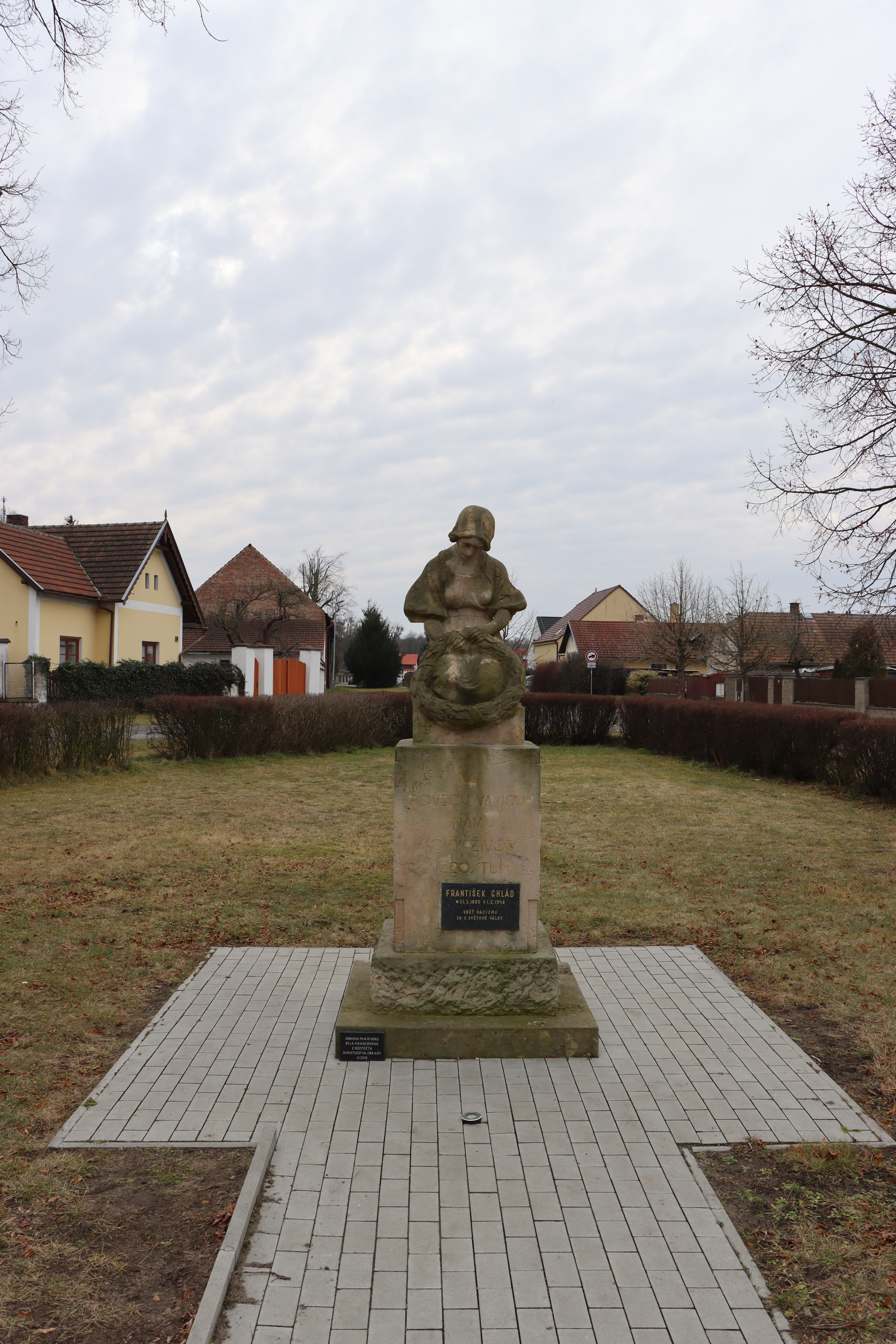
Pomník padlým za První světové války
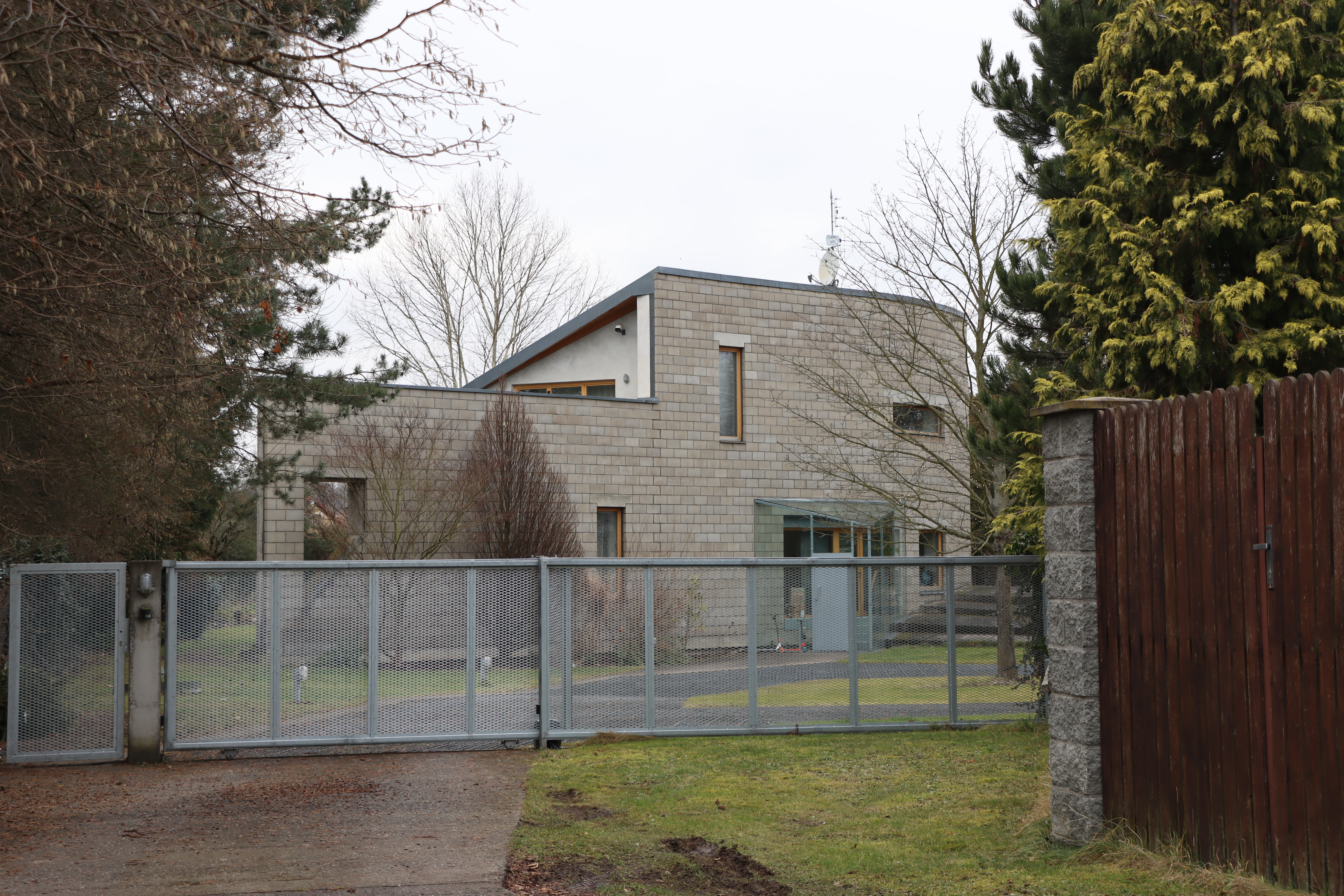
Vila Boomerang